# Fall-Verstorbenen-Anteil
In der Infektionsepidemiologie ist der Fall-Verstorbenen-Anteil oder (umgangssprachlich) Fallsterblichkeit, häufig auch fallbezogene Fatalitätsrate bzw. case fatality rate (CFR) genannt, der Anteil der Personen mit einer bestimmten Erkrankung (Fälle), die an dieser Erkrankung sterben. Der Anteil lässt sich durch einen Bruch berechnen: Der Nenner ist die Anzahl der Erkrankungsfälle; der Zähler ist die Anzahl der an der Krankheit Verstorbenen unter diesen Fällen. Durch die Wahl des Nenners ergeben sich unterschiedliche Konzepte:
- Ein Fall-Verstorbenen-Anteil kann den Anteil der Personen mit einer bestimmten diagnostizierten Erkrankung angeben, die an dieser Erkrankung sterben. Eine hohe Dunkelziffer nicht diagnostizierter Fälle lässt den Fall-Verstorbenen-Anteil höher erscheinen als die tatsächliche Letalität der Krankheit.
- Der Fall-Verstorbenen-Anteil kann sich auch auf den Anteil aller symptomatischen Fälle beziehen (#Symptomatischer Fall-Verstorbenen-Anteil), was durch epidemiologische Modellrechnungen abgeschätzt werden muss.

Der Anteil wird seltener auch als case fatality ratio, case fatality risk oder case fatality proportion (CFP) bezeichnet.
Der Fall-Verstorbenen-Anteil ist eine gebräuchliche statistische Maßzahl für die kurzfristige Schwere einer akuten Erkrankung und ermöglicht eine direkte Beurteilung der Effektivität von Interventionsmaßnahmen. Eine verwandte Maßzahl ist der Infizierten-Verstorbenen-Anteil (siehe weiter unten), der bei den Fallzahlen auch nicht diagnostizierte Fälle einschließt, was durch epidemiologische Modellrechnungen abgeschätzt werden muss. In den Medien ist vielfach von einer „Sterberate“ die Rede. Definition und Bezugswert (z. B. CFR, IFR, Letalität etc.) wird dabei aber häufig nicht genannt, vermischt und verwechselt.

## Einführung in die Problemstellung
Die Letalität einer Krankheit bezeichnet den Anteil der Erkrankten, der irgendwann an der Krankheit stirbt. Die Letalität beschreibt also die „Tödlichkeit“ einer Erkrankung, ohne die „Geschwindigkeit“ des Sterbens abzubilden. Man kann die Letalität auch als die Wahrscheinlichkeit interpretieren, an der Krankheit zu sterben, unter der Bedingung erkrankt zu sein. Den Fall-Verstorbenen-Anteil beschreibt im Allgemeinen analog dazu die Wahrscheinlichkeit, an der Krankheit zu sterben, unter der Bedingung mit der Krankheit diagnostiziert zu sein. Der Fall-Verstorbenen-Anteil wird üblicherweise als Prozentsatz ausgewiesen. Der Versuch, auf diese Weise eine Letalität abzuschätzen, ist mit teilweise erheblichen systematischen Fehlern behaftet. Eine Dunkelziffer nicht erkannter Kranker führt zu einer Überschätzung der Letalität, weil die Todesfälle auf eine zu kleine Zahl an Kranken bezogen werden.
Speziell in der Überwachung von Infektionsausbrüchen können diese Maßzahlen jedoch auch deshalb nicht befriedigend bestimmt werden, weil Kranke mindestens so lange nachverfolgt werden müssten, wie die Krankheit maximal dauert, aber aufgrund der Dringlichkeit anstehender Entscheidungen die Dauer der Erkrankung nicht abgewartet werden kann. Man behilft sich oft damit, die in einem Zeitraum erfassten Todesfälle durch die Krankheit durch die im gleichen Zeitraum erfassten Erkrankungsfälle zu teilen. Das Problem hierbei besteht darin, dass die Todesfälle den Erkrankungsfällen zeitlich nachfolgen, sodass die Letalität bzw. der Fall-Verstorbenen-Anteil unterschätzt würde, solange die Neuerkrankungszahl steigt, und überschätzt würde, solange die Neuerkrankungszahl sinkt. Um diese möglichen Verzerrungen zu kommunizieren, wird eine auf diese Weise gewonnene Schätzung auch als roher Fall-Verstorbenen-Anteil bzw. crude case fatality ratio bezeichnet.
Eine weitere Verzerrung ergibt sich bei Krankheiten mit langen Krankheitsverläufen, bei denen Patienten zwischenzeitlich aus anderen Gründen sterben und somit die Anzahl der an der Krankheit Verstorbenen nicht sicher ermittelt werden kann. Der Fall-Verstorbenen-Anteil wird daher vornehmlich für akute Krankheiten mit kurzer Krankheitsdauer verwendet und weniger für chronische Krankheiten.

## Beispiel

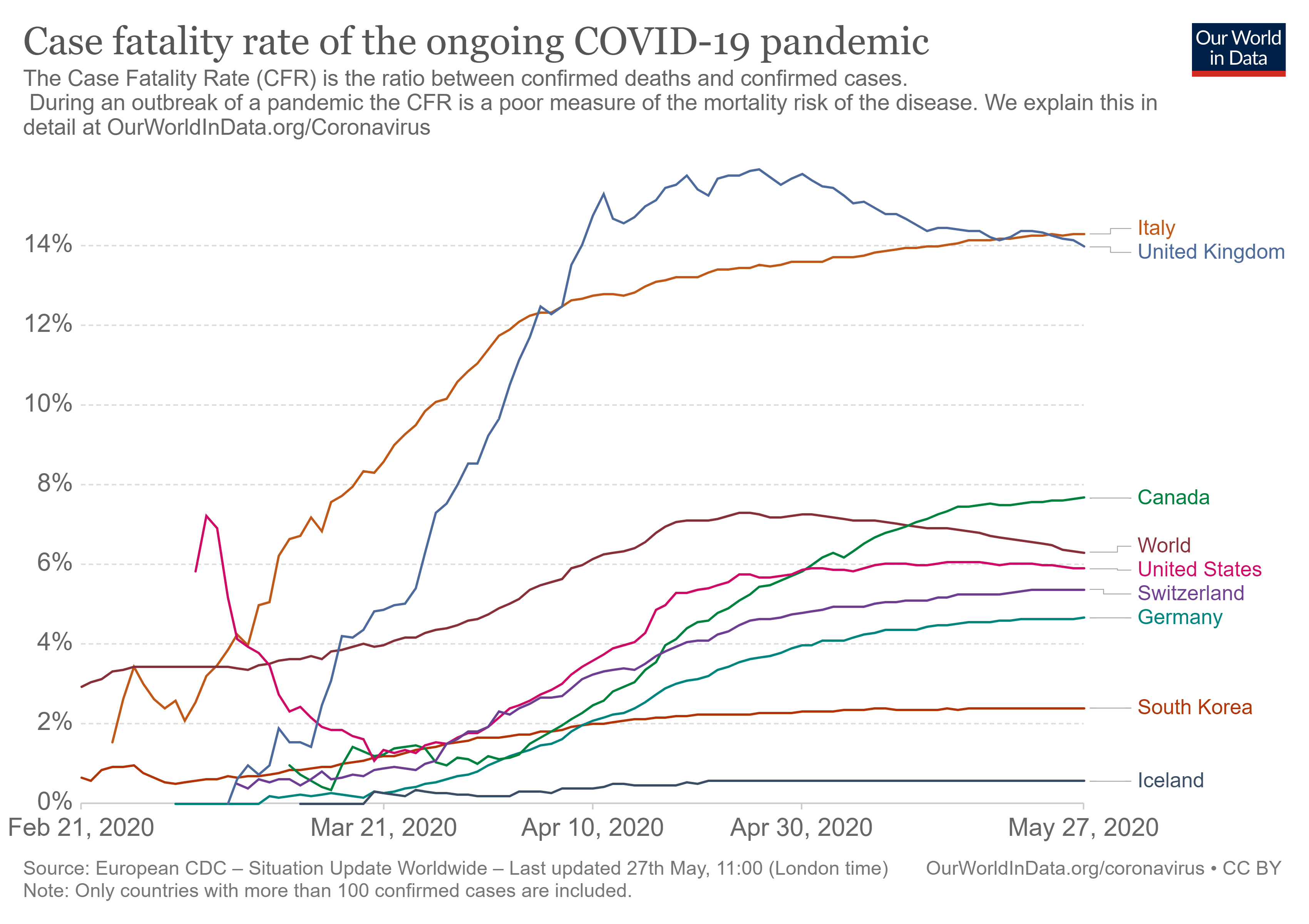
Fall-Verstorbenen-Anteile unterschiedlicher Länder (im Zeitraum 21. Februar–27. Mai 2020) während der COVID-19-Pandemie

Am 27. Februar 2020 meldete China im Zuge der COVID-19-Pandemie 78.514 insgesamt Infizierte. Davon sind 2.747 als Folge ihrer Infektion verstorben und 32.926 sind genesen. Demzufolge würde der rohe Fall-Verstorbenen-Anteil auf {\textstyle {\frac {2.747}{78.514}}=3{,}5\,\%} geschätzt werden, nach der alternativen Definition auf {\textstyle {\frac {2.747}{32.926+2.747}}=7{,}7\,\%}. Als sich die Pandemie in anderen Regionen Chinas und weltweit ausbreitete, wurden teils deutlich niedrigere Werte für den Fall-Verstorbenen-Anteil gemessen. Siehe auch: COVID-19#Abschätzung des Sterberisikos.

## Varianten des Fall-Verstorbenen-Anteils
Der Fall-Verstorbenen-Anteil wird im Allgemeinen definiert als:
{\displaystyle {\text{Fall-Verstorbenen-Anteil}}={\frac {\text{Anzahl der an der Krankheit Verstorbenen unter den diagnostizierten Fällen}}{\text{Gesamtzahl der diagnostizierten Fälle}}}}.
Wobei die diagnostizierten Fälle auch diejenigen umfassen, die verstorben sind. Das Maß ist somit wahrhaftig ein Anteil. Es kann eine Zeitspanne angegeben werden auf die sich die Todesfälle bezieht, wodurch sich jeweils andere Werte ergeben; z. B. ist der 5- und 10-Jahres-Fall-Verstorbenen-Anteil für Brustkrebs unter Frauen in den Vereinigten Staaten etwa 14 % und 24 %.
Im Gegensatz zur Mortalität, bei der im Nenner die gesamte Population unter Risiko zu versterben steht, stellt der Nenner beim Fall-Verstorbenen-Anteil lediglich die Gesamtzahl der Individuen dar, die schon die Krankheit haben.

### Roher Fall-Verstorbenen-Anteil
Dem Fall-Verstorbenen-Anteil kann man sich auch über das Verhältnis von der Anzahl der Erkrankten in einem Zeitraum und der Abgänge in Form von Todesfällen im gleichen Zeitraum annähern:
{\displaystyle {\text{Fall-Verstorbenen-Anteil}}={\frac {\text{Gesamtzahl der an der Krankheit Verstorbenen in einem Zeitraum}}{\text{Gesamtzahl der diagnostizierten Fälle im gleichen Zeitraum}}}}.
Diese Definition nimmt an, dass die Wahrscheinlichkeit zur Genesung zu jedem Zeitpunkt ab der Diagnose gleich bliebe. Bei manchen Krankheiten steigt jedoch die Wahrscheinlichkeit eines tödlichen Verlaufs, je länger die Krankheit andauert. In diesem Fall würde der wahre Fall-Verstorbenen-Anteil unterschätzt werden. Die diagnostizierten Fälle und die an der Krankheit Verstorbenen stammen hierbei nicht aus derselben Grundgesamtheit.
Um im Verlaufe einer sich neu ausbreitenden Epidemie oder Pandemie möglichst aktuelle Werte zu erhalten, kann ein Fall-Verstorbenen-Anteil anhand der gemeldeten kumulierten Zahlen der insgesamt diagnostizierten Fälle der Krankheit sowie der insgesamt Verstorbenen geschätzt werden. Dies wird auch als Crude CFR bzw. roher CFR bezeichnet und ist ein Spezialfall dieser Definition, da für den Zeitraum die gesamte Dauer der Epidemie bzw. Pandemie herangezogen wird. Diese Angabe stellt allerdings zunächst eine „rohe“ Schätzung dar. Eine genauere Schätzung erhält man durch zeit- und altersbereinigte Fall-Verstorbenen-Anteile (siehe auch #Verzögerungsbereinigter Fall-Verstorbenen-Anteil).

### Alternativer Fall-Verstorbenen-Anteil
Als Alternative insbesondere zum rohen Fall-Verstorbenen-Anteil kann durch die Anzahl der Fälle mit bekanntem Ausgang (genesene und verstorbene Fälle) dividiert werden, hier bezogen auf die kumulierten Zahlen seit Ausbruch der Epidemie bzw. Pandemie:
{\displaystyle {\text{Alternativer Fall-Verstorbenen-Anteil}}={\frac {\text{Gesamtzahl der an der Krankheit Verstorbenen}}{\text{Gesamtzahl der an der Krankheit Verstorbenen + Genesene}}}}.
Die obige Formel stellt eine alternative Berechnungsweise für den Fall-Verstorbenen-Anteil dar. Da im Nenner nur Fälle mit bekanntem Ausgang stehen, die noch offenen Fälle nicht miteinbezogen werden, würde diese Definition den wahren Fall-Verstorbenen-Anteil bei manchen Krankheiten überschätzen.

### Verzögerungsbereinigter Fall-Verstorbenen-Anteil
Bei sich schnell ausbreitenden Epidemien bzw. Pandemien mit starkem Wachstum der Fallzahlen entstehen beim rohen und alternativen Fall-Verstorbenen-Anteil starke Verzerrungen, da die Zeit zwischen dem Auftreten eines Falles und dem möglichen Tod nicht berücksichtigt wird. Diese Verzögerung kann modelliert werden durch den um die Verzögerungszeit bereinigten Fall-Verstorbenen-Anteil (englisch delay-adjusted case fatality ratio, abgekürzt {\textstyle {\text{CFR}}_{\text{del}}}):
{\displaystyle {\text{CFR}}_{\text{del}}={\frac {\text{Gesamtzahl der an der Krankheit Verstorbenen}}{\text{Gesamtzahl der diagnostizierten Fälle vor X Tagen}}}}.

### Bestätigter Fall-Verstorbenen-Anteil
Um dem Mangel der Vergleichbarkeit über verschiedene Länder hinweg Rechnung zu tragen, bietet es sich an, nur durch Labore bestätigte Fälle (z. B. durch PCR) für den Nenner zu nutzen. Zur Abgrenzung von z. B. auch durch klinische Symptome diagnostizierte Fälle wird hierfür die Bezeichnung bestätigter (roher) Fall-Verstorbenen-Anteil verwendet. (hier häufig als englisch (crude) confirmed case fatality ratio und damit mit cCFR abgekürzt.)
Für internationale Vergleiche ist diese Maßzahl jedoch nicht immer geeignet, wenn unterschiedliche Teststrategien genutzt werden.

## Bezeichnungsproblematik
Der häufig genutzte Ausdruck case fatality rate wird von vielen Autoren als inkorrekt angesehen, da es sich formal nicht um eine Rate, sondern um einen Quotienten („Anteil“) handelt (englisch case fatality proportion (CFP)). Verhältnisse, Anteile und Raten seien genau definiert und könnten nicht als Synonyme verwendet werden.
Andere Autoren weisen darauf hin, dass ein Verhältnis (englisch ratio) zwei gleichartige Größen ins Verhältnis setzt, jedoch nicht auf einen bestimmten Wertebereich beschränkt ist. Da der Fall-Verstorbenen-Anteil jedoch auf Werte zwischen 0 und 1 beschränkt ist, handle es sich genau genommen um ein Maß für ein Risiko (case fatility risk).
Manche Epidemiologen lehnen die Bezeichnung „Rate“ für Inzidenzmaße ab, bei denen im Nenner die „Anzahl der Individuen“ (statt der Personenzeit unter Risiko) steht und bevorzugen beispielsweise Bezeichnungen wie Inzidenzanteil oder kumulative Inzidenz:

“This proportion has been called case fatality, case fatality rate, case fatality ratio, and case fatality risk […]. This is not an incidence rate and to emphasize that it is a proportion that ranges from 0 to 1, we could call it the case fatality proportion.”

„Dieser Anteil wurde als fallbezogene Fatalität, fallbezogene Fatalitätsrate, fallbezogenes Fatalitätsverhältnis und fallbezogenes Fatalitätsrisiko bezeichnet […]. Es handelt sich nicht um eine Inzidenzrate und um zu betonen, dass es sich um einen Anteil handelt, der Werte zwischen 0 und 1 annehmen kann, können wir ihn Fall-Verstorbenen-Anteil nennen.“

## Symptomatischer Fall-Verstorbenen-Anteil
Der symptomatische Fall-Verstorbenen-Anteil (symptomatic case fatality rate, kurz: sCFR) ist der Anteil infizierter Personen, die Symptome zeigen, die im Verlauf ihrer Infektion sterben. Er ist damit definiert als:
{\displaystyle {\text{symptomatische CFR}}={\frac {{\text{Gesamtzahl der Todesfälle unter den infizierten Personen}}{,}{\text{ die Symptome zeigen}}}{{\text{Gesamtzahl der infizierten Personen}}{,}{\text{ die Symptome zeigen}}}}}.
Dieser Anteil ist klinisch relevant für die Beurteilung der Prognose der Anforderungen an das Gesundheitswesen.
Der Anteil kann mittels bedingten Wahrscheinlichkeiten geschätzt werden. Man nimmt an, dass Verstorbene zuvor medizinische Versorgung erhielten und in ein Krankenhaus gekommen sind. Man bezeichnet dies auch als die severity pyramid (zu Deutsch Schweregrad-Pyramide), die Patienten durchlaufen. Somit können die Wahrscheinlichkeiten bezüglich
- medizinische Versorgung zu erhalten unter der Bedingung, symptomatisch zu sein,
- Krankenhausaufenthalt unter der Bedingung medizinische Versorgung erhalten zu haben, und
- Todesfall unter der Bedingung eines Krankenhausaufenthaltes,

als Einzelwahrscheinlichkeit geschätzt werden. Ein natürlicher Schätzer wäre dann ein Produkt der geschätzten Einzelwahrscheinlichkeiten. Praktikabel ist dies vor allem bei milden Krankheiten, bei denen die Wahrscheinlichkeit eines Todes gering ist und somit größere Stichprobengrößen nötig wären, um den Anteil direkt zu schätzen. Die einzelnen Wahrscheinlichkeiten hingegen können in solchen Fällen besser bestimmt werden.

## Infizierten-Verstorbenen-Anteil
Der Infizierten-Verstorbenen-Anteil (englisch infection fatality rate oder infection fatality ratio, eigentlich infection fatality proportion, kurz: IFR; umgangssprachlich „Infektionssterblichkeit“) ist eine aus dem Fall-Verstorbenen-Anteil abgeleitete Maßzahl. Im Gegensatz zum Fall-Verstorbenen-Anteil, der auf der Menge der klinisch Erkrankten basiert, schließt der Infizierten-Verstorbenen-Anteil asymptomatische Fälle mit ein. Sie gibt somit für eine Infektionskrankheit den Anteil der Todesfälle unter allen Infizierten an:
{\displaystyle {\text{Infizierten-Verstorbenen-Anteil}}={\frac {\text{Anzahl der an der Infektion Verstorbenen in einem Zeitraum}}{\text{Gesamtzahl der Infektionen im gleichen Zeitraum}}}}.
Der Infizierten-Verstorbenen-Anteil (IFR) unterscheidet sich vom Fall-Verstorbenen-Anteil (CFR) darin, dass er das Sterberisiko bei allen Infizierten abschätzen soll: die Fälle mit einer diagnostizierten Krankheit und die Fälle mit einer nicht diagnostizierten Krankheit (asymptomatische und nicht getestete Gruppe). Personen, die infiziert sind, aber immer asymptomatisch bleiben, wird nachgesagt eine „stille Infektion“ zu haben. Die IFR ist stets niedriger als die CFR, solange alle Todesfälle akkurat entweder den Infizierten oder den Nicht-Infizierten zugeordnet werden können. Der Infizierten-Verstorbenen-Anteil schätzt das Risiko einer infizierten Person, an ihrer Erkrankung zu versterben. Die Gesamtzahl der Fälle ist jedoch naturgemäß unbekannt, sodass der wahre Infizierten-Verstorbenen-Anteil nicht genau berechnet werden kann. Um den Infizierten-Verstorbenen-Anteil zu berechnen, muss man daher die Gesamtzahl der Infektionen abschätzen. Entgegen einiger Medienberichte ist der Fall-Verstorbenen-Anteil nicht mit dem Infizierten-Verstorbenen-Anteil identisch und kann sich sogar deutlich von ihm unterscheiden.
Robert Verity ein Epidemiologe am Imperial College London stellte fest: „Die IFR ist eine der wichtigsten Kennzahlen neben der Herdenimmunitätsschwelle und hat Auswirkungen auf das Ausmaß einer Epidemie und darauf, wie ernst wir eine neue Krankheit nehmen sollten.“
Beispiel: Während der COVID-19-Pandemie wurde in einer COVID-19 Case-Cluster-Study für den ehemaligen Hotspot Heinsberg eine IFR von 0,36 Prozent ermittelt. Der bestätigte Fall-Verstorbenen-Anteil lag mit 1,98 Prozent wesentlich höher.
Beispiel: In einer vergleichenden Analyse von 50 Publikationen mit 77 Fall-Verstorbenen-Zahlen für Influenza A (H1N1) (Pandemie 2009) ergaben sich erhebliche Abweichungen und Heterogenitäten. Bei den CFR ergab sich, dass er meist im Bereich von 100 bis 5000 Toten lag pro 100.000 im Labor bestätigten Fällen, im Bereich 5 bis 50 Toten pro 100.000 symptomatischen Fällen und im Bereich von 1 bis 10 Toten pro 100.000 bei Studien, die sich auf die geschätzte Zahl der Infizierten bezogen (entsprechend der IFR).